# Уэстфилд (Вермонт)
Уэстфилд (англ. Westfield) — американский населенный пункт в округе Орлинс, Вермонт. Был основан в 1780 году, получил своё название в честь американского политика Уильяма Уэста. По данным переписи 2010 года население составляло 132 человек. Код FIPS 50-80200, GNIS ID 1462250, ZIP-код 05874.

## Население
По данным переписи 2000 года население составляло 503  человекa, в городе проживало 141 семья, находилось 200 домашних хозяйства и 339 строений с плотностью застройки 3,3 строения на км². Плотность населения 4,8 человека на км². Расовый состав населения: белые - 96,2%, афроамериканцы - 0,40%, коренные американцы (индейцы) - 0,2%, представители других рас - 0,6%, представители двух или более рас - 2,58%. Испаноязычные составляли 1,59% населения. 
В 2000 году средний доход на домашнее хозяйство составлял $38 021 USD, средний доход на семью $43 125 USD. Мужчины имели средний доход $30 694 USD, женщины $21 042 USD. Средний доход на душу населения составлял $18 098 USD. Около 6,1% семей и 9,7% населения находятся за чертой бедности, включая 9,0% молодежи (до 18 лет) и 0,0% престарелых (старше 65 лет).